# Žar Planina
Žar Planina (serbiska: Žar, albanska: Mali Zhar) är en bergskedja i Kosovo. Den ligger i den södra delen av landet, 50 km söder om huvudstaden Priština.